# Anthurium flexile
Anthurium flexile es una planta herbácea de la familia Araceae. Fue descrita por el botánico y horticultor austriaco Heinrich Wilhelm Schott y la descripción publicada en Oesterreichische Botanische Zeitschrift 8(6): 180 en 1858.
Existen dos subespecies:
- Anthurium flexile subsp. flexile
- Anthurium flexile subsp. muelleri